# هاينس هولم
هاينس هولم (بالسويدية: Hannes Holm)‏ هو كاتب سيناريو ومخرج ومخرج سويدي، ولد في 26 نوفمبر 1962 في ليدينيو ‏ في السويد.

## وصلات خارجية
- هاينس هولم على موقع IMDb (الإنجليزية)
- هاينس هولم على موقع ميتاكريتيك (الإنجليزية)
- هاينس هولم على موقع روتن توميتوز (الإنجليزية)
- هاينس هولم على موقع ألو سيني (الفرنسية)
- هاينس هولم على موقع أول موفي (الإنجليزية)
- هاينس هولم على موقع قاعدة بيانات الأفلام السويدية (السويدية)
- هاينس هولم على موقع قاعدة بيانات الفيلم (الإنجليزية)
- هاينس هولم على موقع كينوبويسك (الروسية)